# Pedro Ferrer
Pedro Ferrer   (Cuba, 22 de gener de 1908 - valor desconegut, valor desconegut) fou un futbolista cubà de la dècada de 1930.
Fou internacional amb la selecció de Cuba, amb la qual participà en la Copa del Món de futbol de 1938 i als Jocs Centreamericans i del Carib de 1930, on guanyà la medalla d'or.
Pel que fa a clubs, destacà a Iberia L'Havana.